# Kyboasca atrolabes
Kyboasca atrolabes är en insektsart som först beskrevs av David D. Gillette 1898.  Kyboasca atrolabes ingår i släktet Kyboasca och familjen dvärgstritar. Inga underarter finns listade i Catalogue of Life.